# Rossenges
Rossenges es una comuna suiza del cantón de Vaud, situada en el distrito de Broye-Vully. Limita al oeste y norte con la comuna de Moudon, al este y sureste con Syens, y al suroeste con Hermenches.
La comuna hizo parte hasta el 31 de diciembre de 2007 del distrito de Moudon, círculo de Moudon.